# Heiko Hörnicke

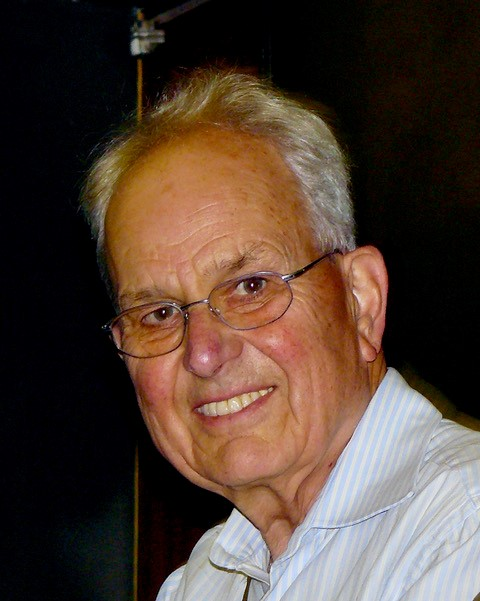
Heiko Hörnicke 2015

Heiko Hörnicke (* 17. Januar 1927 in Königsberg, Ostpreußen) ist ein deutscher Tierarzt. Er war von 1970 bis 1987 Professor für Tierphysiologie an der Universität Hohenheim in Stuttgart.

## Leben
Seine Eltern waren Carl Hörnicke, Facharzt für Hautkrankheiten und Elisabeth Hörnicke-Steding, Fachärztin für innere Krankheiten. Er wuchs in Hannover auf und besuchte dort die Leibnizschule. Während des Zweiten Weltkrieges wurde er 1943 als Luftwaffenhelfer eingezogen. 1944 begann er das Studium an der Tierärztlichen Hochschule Hannover wurde jedoch 1945 zur Grundausbildung bei der Wehrmacht eingezogen. Im April geriet er in englische Gefangenschaft, wurde bald zur Erntehilfe entlassen und konnte dann sein Studium fortsetzen, das er 1949 mit dem Staatsexamen beendete. Mit 22 Jahren wurde er mit der Arbeit Spermaschädigung durch Natur- und Kunstgummisorten zum Dr. med. vet. promoviert. Anschließend absolvierte er ein anderthalbjähriges Zusatzstudium in Physik und Chemie in Göttingen und arbeitete parallel dazu am Physiologischen Institut.
1954 wurde Hörnicke Assistent am Physiologischen Institut der Tierärztlichen Hochschule Hannover. 1960 habilitierte er sich mit der Arbeit Berechnung der Körperzusammensetzung lebender Schweine. 1961/62 forschte er mit einem DFG-Stipendium in Beltsville, Maryland über Pansengase. 1964 erfolgte die Berufung zum Professor für Ernährungsphysiologie, 1970 nahm er einen Ruf an die Universität Hohenheim an. Von 1986 bis zu seiner Emeritierung 1992 ließ Hörnicke sich beurlauben.
Heiko Hörnicke ist seit 1958 verheiratet mit Christa, geb. Tiedje. Er hat zwei Söhne und lebt in Stuttgart.

## Geistliches Wirken
Heiko Hörnicke wurde seit 1969 geistlich geprägt durch die Offensive Junger Christen in Bensheim, jetzt Reichelsheim. 1978 bekehrte er sich zu Jesus Christus auf einer Gästetagung des Marburger Kreises mit Arthur Richter. Nach Beendigung der Hochschultätigkeit war er gemeinsam mit seiner Frau 18 Jahre lang, von 1988 bis 2006, als geistliche Eltern im CVJM Münsingen tätig. Sie führten dann in Württemberg und darüber hinaus in Gemeinden und Einrichtungen Schulungen zu christlicher Kleingruppenarbeit (Hauskreise) durch, ab 2003 auch zur Seniorenarbeit.

## Werke (Auswahl)
- mit Hill, Hans: Physiologisches Praktikum für Tiermediziner, Hannover 1969 (2. Aufl.) (Loseblattsammlung)
- mit Horst Waldemar Beck und Hermann Schneider: Die Debatte um Bibel und Wissenschaft in Amerika. Begegnungen und Eindrücke von San Diego bis Vancouver (= Wort und Wissen. Band 8). Hänssler, Neuhausen-Stuttgart 1980, ISBN 3-7751-0539-5.
- Aufbruch im dritten Lebensalter.Gottes Berufung für die Generation plus. Neufeld Verlag 2006, ISBN 978-3-937896-21-2.[3]
- Die neue Freiheit – Gottes Perspektive für die Generation plus. Neufeld-Verlag, 2. Auflage 2010, ISBN 978-3-86256-005-9.[4]
- Fröhlich altern – Die reifen Jahre aktiv gestalten. Verlag Down-to-Earth, 2012, EAN 9783862706266.
- Kleingruppen. Gemeinsam geistlich wachsen. Down-to-Earth, 2014.